# Ossa (vattendrag)
Ossa (ryska: Осса) är ett vattendrag i Belarus.   Det ligger i voblasten Hrodna voblast, i den nordvästra delen av landet, 100 km väster om huvudstaden Minsk.
Trakten runt Ossa består till största delen av jordbruksmark. Runt Ossa är det ganska glesbefolkat, med 34 invånare per kvadratkilometer.